# Lirata luteogaster
Lirata luteogaster is een vliesvleugelig insect uit de familie Eucharitidae. De wetenschappelijke naam is voor het eerst geldig gepubliceerd in 1884 door Cameron.